# Carolina Telechea i Lozano
Carolina Telechea i Lozano (Igualada, 9 d'agost de 1981) és una advocada i política catalana.
És llicenciada en dret a la Universitat de Barcelona i postgrau en pràctica jurídica del Col·legi d'Advocats de Barcelona en les especialitats de dret civil i dret penal. Fou membre i secretària d'organització de les Joventuts Socialistes de Catalunya a l'Anoia i militant del Partit dels Socialistes de Catalunya. Va ser regidora de l'Ajuntament d'Igualada des de l'any 2015 fins 2019, i diputada al Congrés dels Diputats d'Espanya entre els anys 2018 i 2023 per la candidatura d'Esquerra Republicana de Catalunya - Sobiranistes.